# Westersingel (Rotterdam)
De Westersingel is een singel in Rotterdam op de grens van het stadscentrum en de wijken Oude Westen en Dijkzigt. De Westersingel loopt van het Kruisplein tot de Westzeedijk. De straat aan de westkant van de singel heet ook Westersingel. De straat aan oostkant van de singel heet ten noorden van het Eendrachtsplein de Mauritsweg, ten zuiden van het Eendrachtsplein de Eendrachtsweg.

## Geschiedenis
De Westersingel werd gegraven als onderdeel van het Waterproject van W.N. Rose. De bebouwing van de Westersingel met herenhuizen gebeurde tussen 1870 en 1900. Tussen de West-Kruiskade en de Nieuwe Binnenweg werd een gesloten huizenrij gerealiseerd. Ten zuiden van de Nieuwe Binnenweg werden villa's gebouwd.
De Westersingel werd niet door het bombardement op Rotterdam getroffen. Het noorden van de Mauritsweg brandde als gevolg van het bombardement wel af. Hier stond na de oorlog de Pauluskerk die, tezamen met het zalencentrum Calypso - het was eerst een bioscoop - en het Holiday Inn hotel (eerder Rijnhotel geheten), in mei 2006 werden gesloopt om plaats te maken voor nieuwbouw. Het gedeelte van de Eendrachtsweg voor het Eendrachtsplein werd in de jaren 60 gesloopt voor de aanleg van de Westblaak, de zogeheten doorbraak Westblaak.
De herenhuizen hebben veelal geen woonbestemming meer. Bekende punten aan de Westersingel zijn de Remonstrantse kerk van Henri Evers en het Museum Boijmans Van Beuningen (beide op de hoek van de Westersingel met Museumpark).

## Culturele as
De Westersingel maakt deel uit van de Culturele As in Rotterdam. In het kader van Rotterdam Culturele Hoofdstad 2001 werd het gebied rond de singel opnieuw ingericht. De oude kade werd getransformeerd in een verdiepte 175 meter lange wandelpromenade met een beeldenterras langs het water. Het was het visitekaartje van de Culturele Hoofdstad. Langs de route, die in zijn geheel loopt van de Kruiskade tot de Westzeedijk, staan maar liefst 17 beelden.

## Trivia
- In de jaren 1940-1948 was aan de Westersingel 107 een hulpziekenhuis gevestigd, met 24 bedden, voor ooglijders.[2]
- Westersingel 64 was de pastorie van ds. G.H. Kersten, tevens was hier gevestigd de Theologische School der Gereformeerde Gemeente. Het monumentale pand is afgebroken. Een tastbare herinnering is een stenen leeuwin, deze is opgenomen in de collectie van Museum Rotterdam.[3]
- Aan de Mauritsweg 35 bevindt zich sinds 1986 een replica van de markante gevel van het oorspronkelijk in 1925 gebouwde Café De Unie.

## Fotogalerij

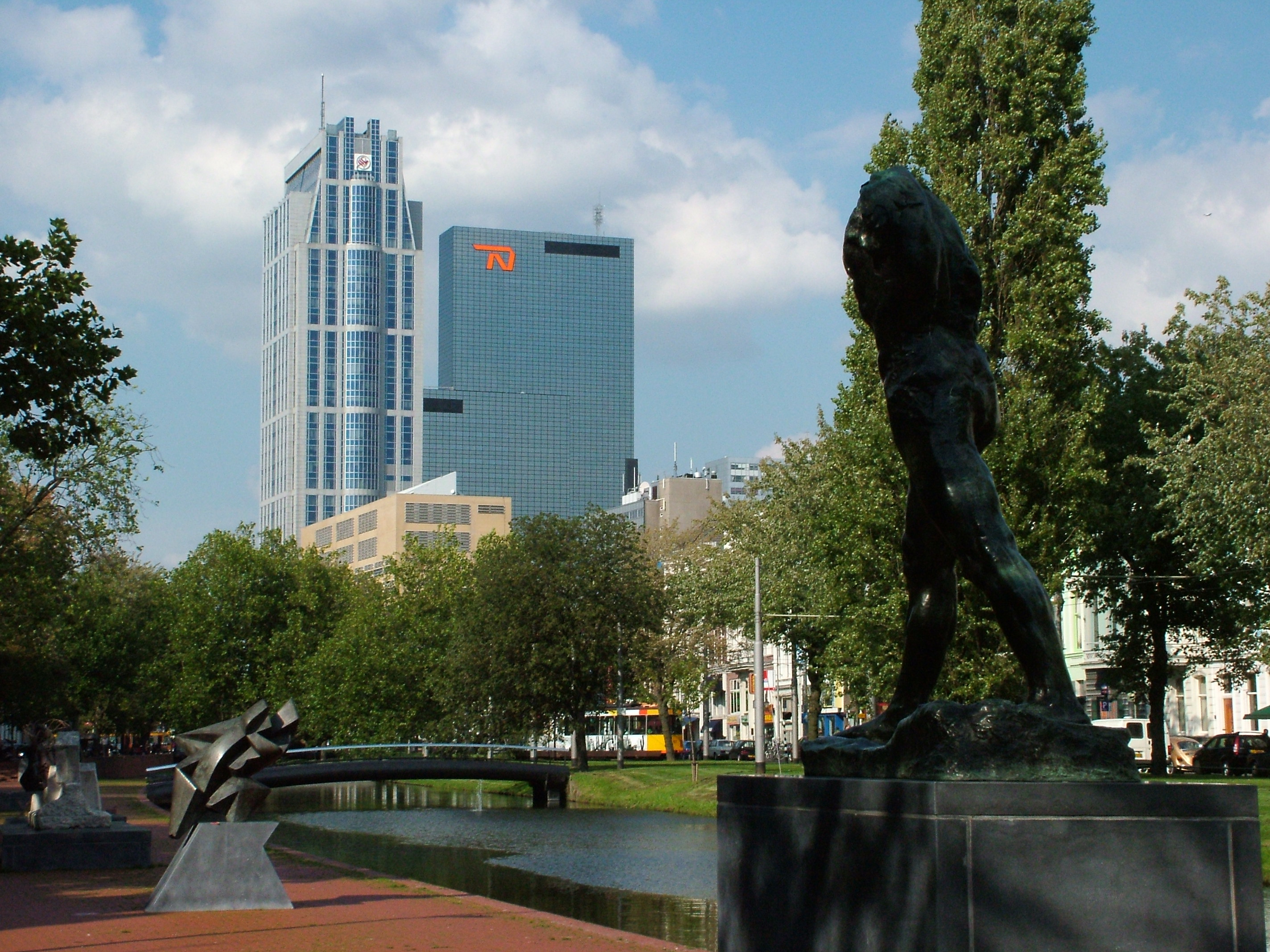
Westersingel 2004
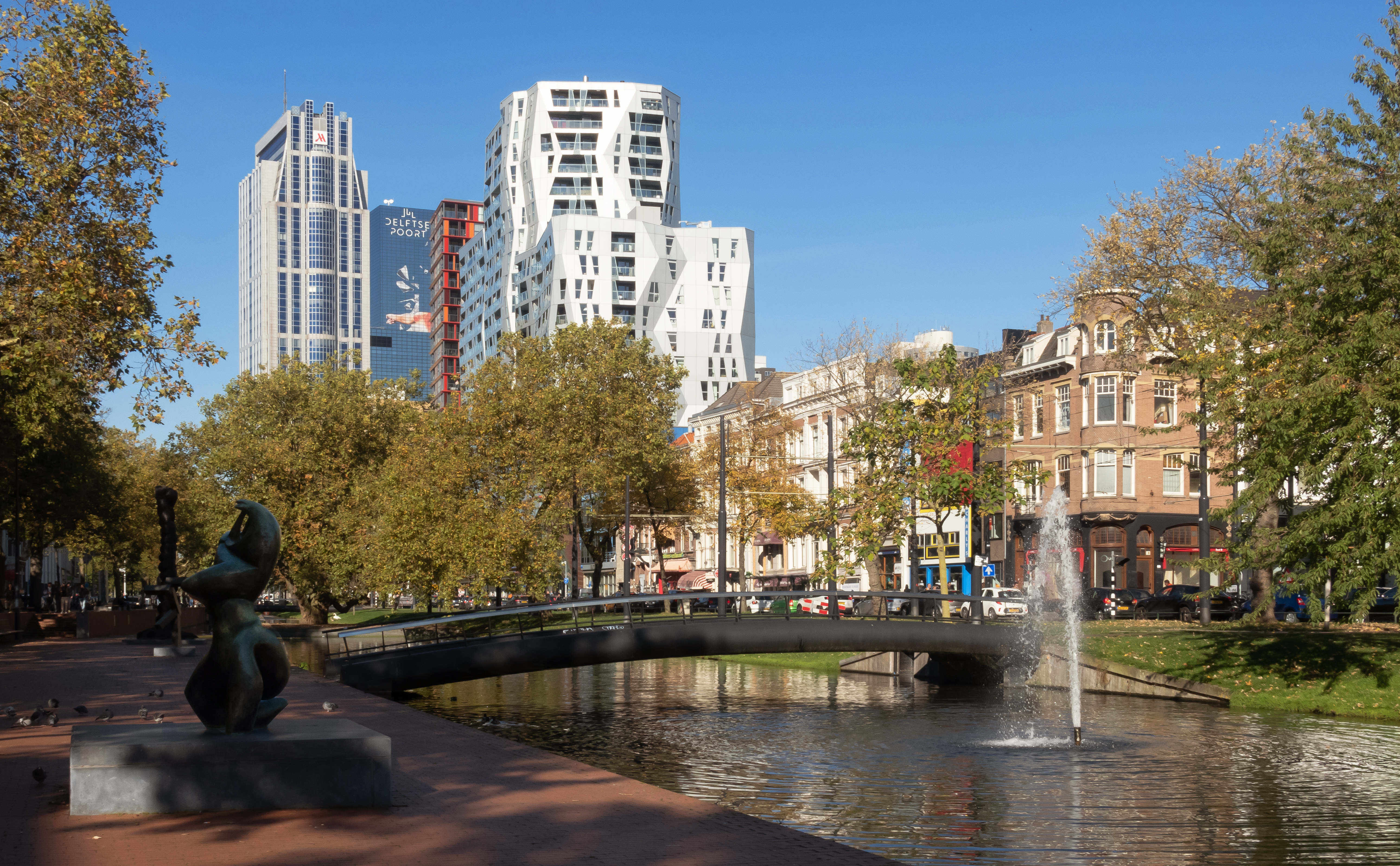
Westersingel 2021
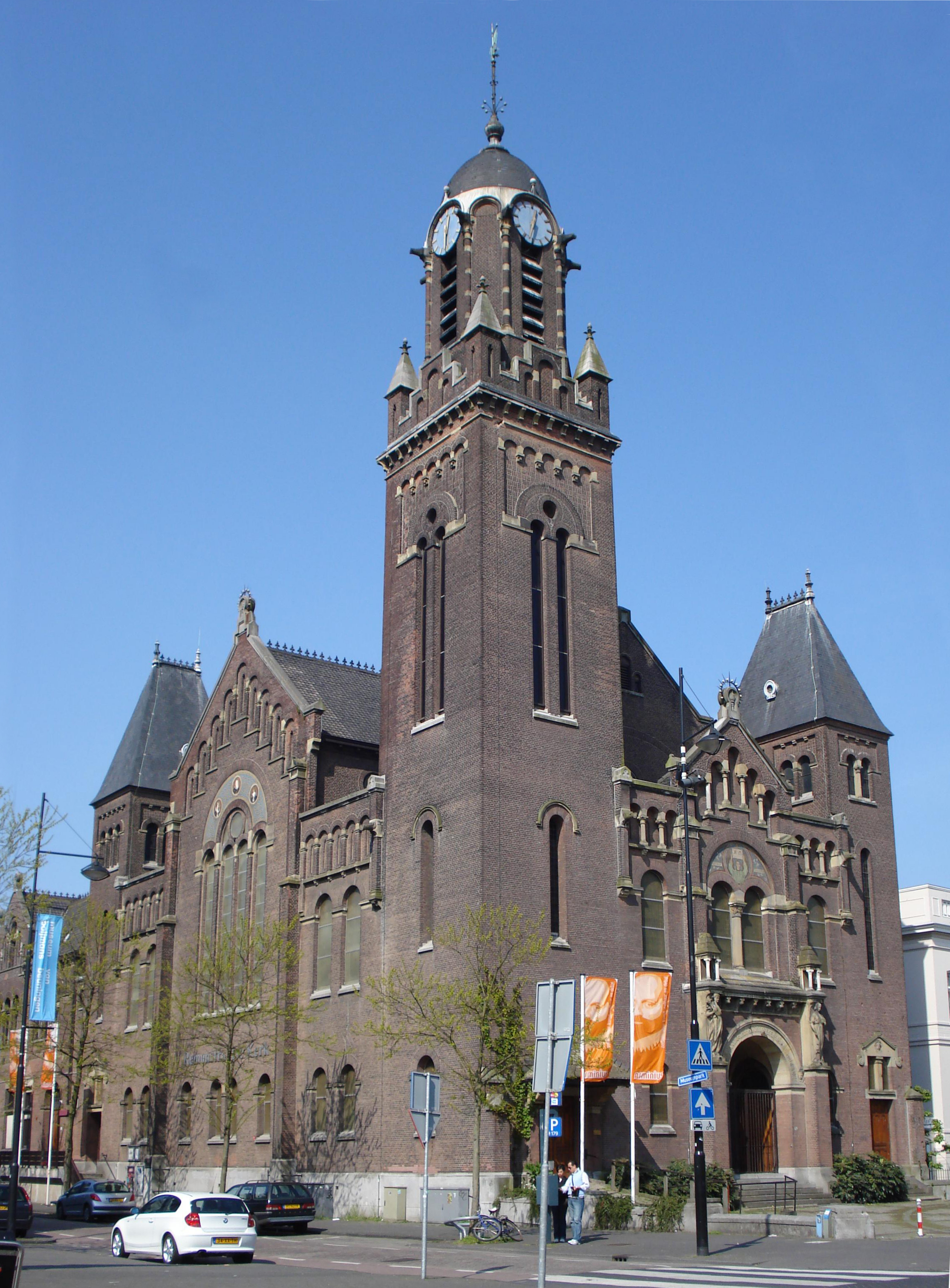
Remonstrantse Kerk van Henri Evers (rijksmonument)
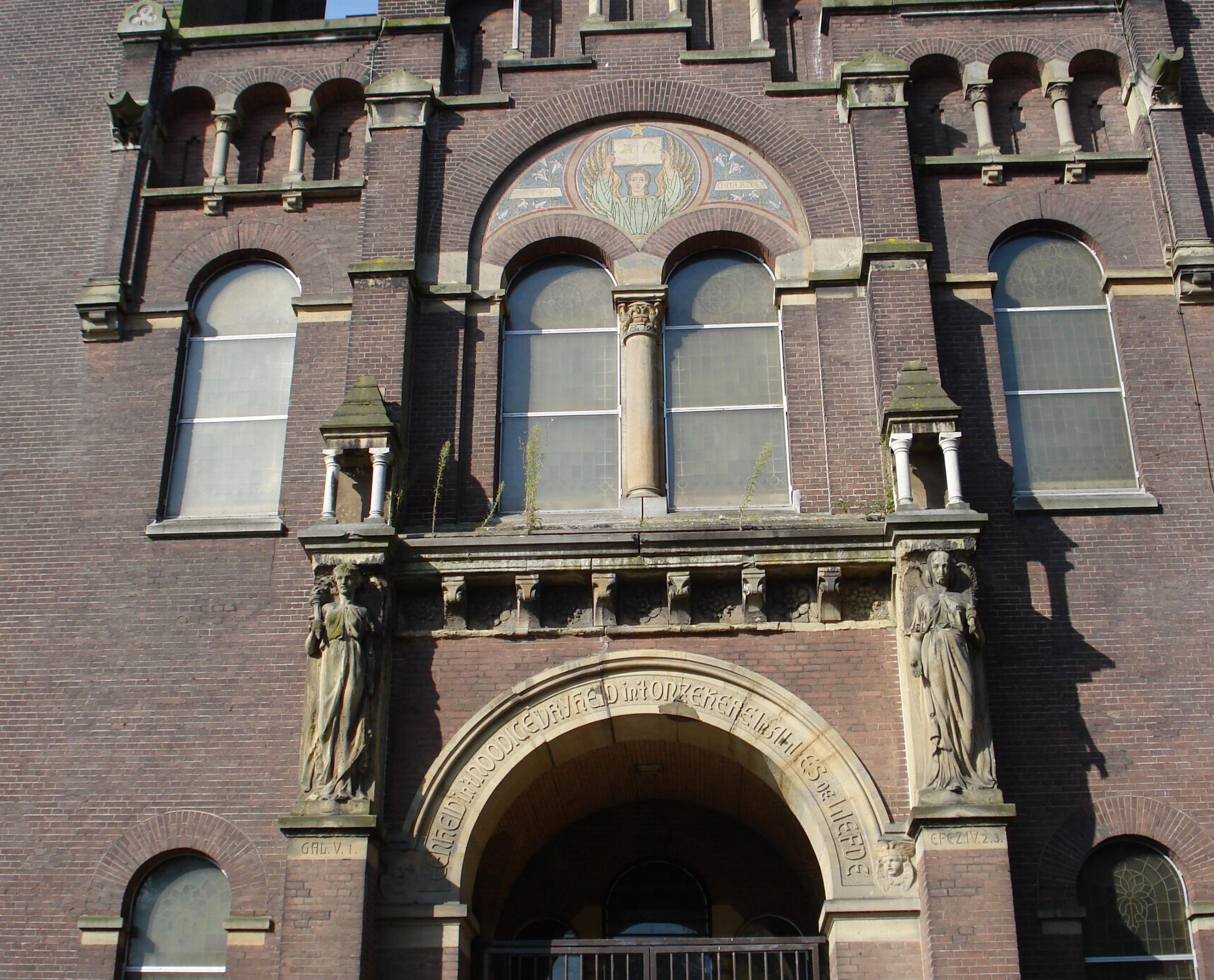
Ingang Remonstrantse Kerk
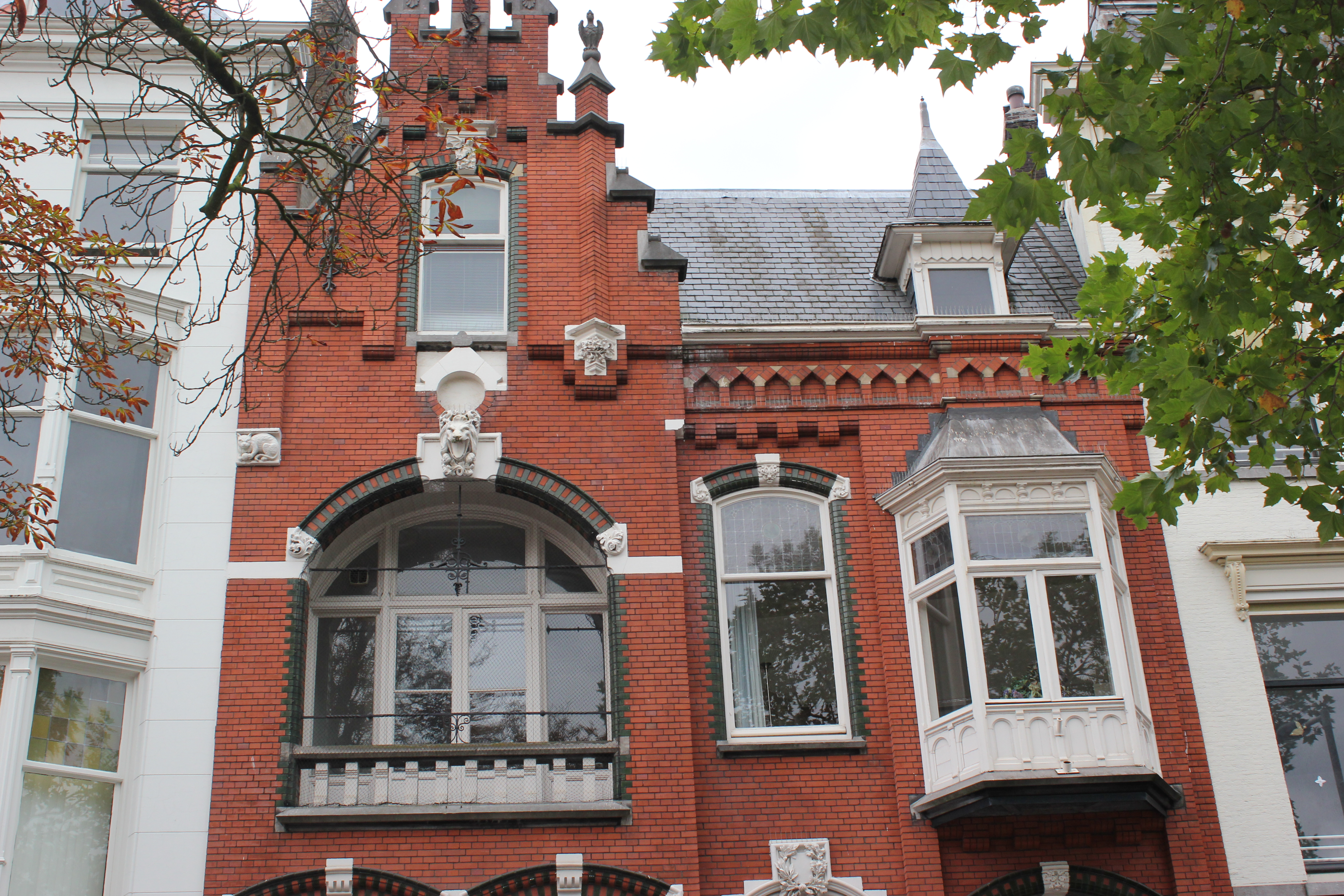
Westersingel 48 van Henri Minderop (gemeentelijk monument)

Bergsingel ·
Botersloot ·
Boezemsingel ·
Coolsingel ·
Crooswijksesingel ·
Diergaardesingel ·
Goudsesingel ·
Heemraadssingel ·
Noordsingel ·
Pompenburgsingel ·
Provenierssingel ·
Schiedamsesingel ·
Spoorsingel ·
Westersingel
Admiraal de Ruyterweg ·
Admiraliteitskade ·
Aert van Nesstraat ·
Baan ·
Batavierenstraat ·
Beukelsdijk ·
Beursplein ·
Beurstraverse ·
Binnenweg ·
Binnenwegplein ·
Binnenrotte ·
Blaak ·
Boezemweg ·
Boompjes ·
Bosland ·
Botersloot ·
Burgemeester van Walsumweg ·
Churchillplein ·
Coolsingel ·
Coolvest ·
Eendrachtsplein ·
Eendrachtsweg ·
Geldersekade ·
Goudsesingel ·
's-Gravendijkwal ·
Haagseveer ·
Henegouwerlaan ·
Hofdijk ·
Hofplein ·
Hoogstraat ·
Jonker Fransstraat ·
Karel Doormanstraat ·
Kipstraat ·
Kolk ·
Koningin Emmaplein ·
Korte Hoogstraat ·
Kruiskade ·
Kruisplein ·
Leuvehoofd ·
Lijnbaan ·
Lombardkade ·
Maasboulevard ·
Mariniersweg ·
Mathenesserlaan ·
Mauritsweg ·
Meent ·
Museumpark ·
Oostmolenwerf ·
Oostplein ·
Oude Binnenweg ·
Parkkade ·
Parklaan ·
Pim Fortuynplaats ·
Plein 1940 ·
Pompenburg ·
Rochussenstraat ·
Saftlevenstraat ·
Schiedamsedijk ·
Schiedamse Vest ·
Schouwburgplein ·
Spaansekade ·
Stadhuisplein ·
Stationsplein ·
Stroveer ·
Van Oldenbarneveltstraat ·
Vasteland ·
Veerkade ·
Weena ·
Westblaak ·
Westerkade ·
West-Kruiskade ·
Westersingel ·
Westplein ·
Willemskade ·
Willemsplein ·
Witte de Withstraat